# نيللا فيتشر
نيللا فيتشر (بالسويدية: Nilla Fischer)‏ (2 أغسطس 1984 في السويد - ) هي لاعبة كرة قدم سويدية في مراكز الوسط والدفاع وقلب الدفاع (كرة القدم)، شاركت في الألعاب الأولمبية الصيفية 2012 والألعاب الأولمبية الصيفية 2008 والألعاب الأولمبية الصيفية 2016. وشاركت مع منتخب السويد لكرة القدم للسيدات ومنتخب السويد تحت 23 سنة للسيدات لكرة القدم ‏. أما مع النوادي، فقد لعبت مع نادي فولفسبورغ للسيدات ونادي فولفسبورغ وKristianstads DFF ‏ ونادي روسينجورد للسيدات ولينكوبينج وVittsjö GIK ‏.

## وصلات خارجية
- نيللا فيتشر على موقع الاتحاد الدولي (مؤرشف)  (الإنجليزية)
- نيللا فيتشر على موقع الاتحاد الأوربي (الإنجليزية)
- نيللا فيتشر على موقع اتحاد السويد (السويدية)
- نيللا فيتشر على موقع قاعدة بيانات كرة القدم.إي يو (الإنجليزية)
- نيللا فيتشر على موقع Soccerway.com (الإنجليزية)
- نيللا فيتشر على موقع عالم كرة القدم.نت (الإنجليزية)
- نيللا فيتشر على موقع أوليمبيديا (الإنجليزية)
- نيللا فيتشر على موقع اللجنة الأولمبية السويدية (السويدية)

لم يتم العثور على روابط لمواقع التواصل الاجتماعي.